# Yonkoma

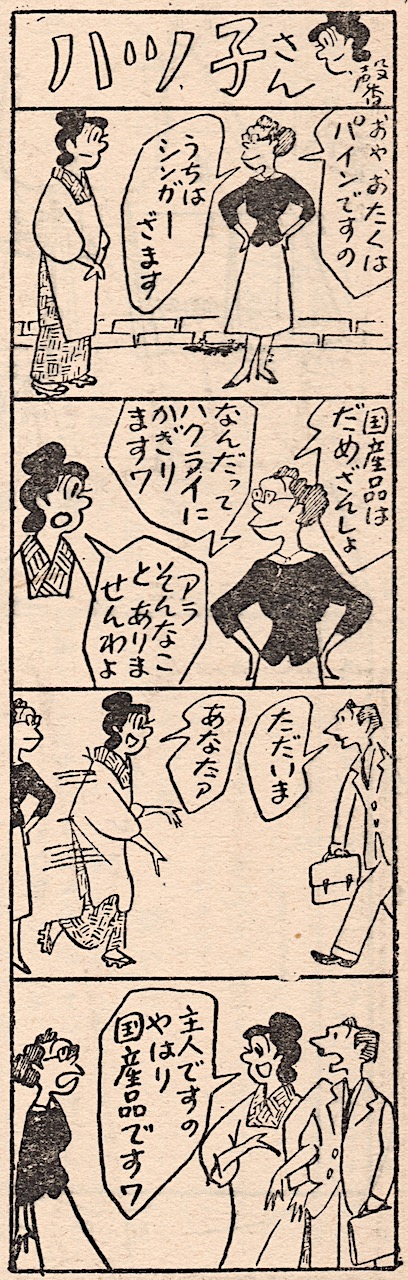
Yonkoma

Yonkoma (4コマ漫画?), también conocido como 4-Koma, es un manga de cuatro viñetas. Los koma se usan básicamente para crear historietas de 4 viñetas iguales en vertical, casi siempre de 2 columnas. Comúnmente se trata de historietas de humor y muchos mangas en sus contraportadas tienen una Koma o entre sus páginas, aunque otros son famosos por ser solo komas como Lucky☆Star, Azumanga Daioh, B Gata H Kei "OS-Tan", New Game! y muchos más. Se podría comparar con la típica tira cómica de los periódicos como Peanuts o Garfield.

## Tipos
El básico y más común si tiene varios "capítulos" se suele poner como sigue:
| Historia 2 | Historia 1 |
| 1 Viñeta   | 1 Viñeta   |
| 2 Viñeta   | 2 Viñeta   |
| 3 Viñeta   | 3 Viñeta   |
| 4 Viñeta   | 4 Viñeta   |

Este utiliza solo uno de los dos bloques y poniendo en el título una imagen en grande sin usar marcos de casillas, muy a menudo se usa en mangas de komas para iniciar una serie de "capítulos" en diferentes páginas:
| 1 Viñeta | Imageny título |
| 2 Viñeta | Imageny título |
| 3 Viñeta | Imageny título |
| 4 Viñeta | Imageny título |

Este es como el de arriba pero fusionando el título más un par de casillas dejando solo cuatro casillas de las ocho:
| Título yuna imagen |          |
| 3 Viñeta           | 1 Viñeta |
| 4 Viñeta           | 2 Viñeta |

## Estructura narrativa
El término kishōtenketsu (起承転結?) describe la estructura y desarrollo de narrativas chinas y japonesas. Originalmente empleado en la poesía china como composición de cuatro líneas, también se conoce como kishōtengō (起承転合?). El primer carácter chino se refiere a la introducción o kiku (起句?), le sigue: el desarrollo, shōku (承句?), el tercero: el giro, tenku (転句?), y el último carácter indica la conclusión o kekku (結句?). 句 la frase (句, ku), y 合 (ir) significa "punto de encuentro de 起 y 転" para la conclusión.
El siguiente párrafo es un ejemplo de como esto puede aplicarse a un yonkoma:
- Ki (起?): Planteamiento del tema o introducción, que personajes aparecen, tiempo en que se desarrollan los eventos y otras informaciones necesarias para el entendimiento de planteamiento de la historia.
- Shō (承?): Continúa o sigue donde la introducción y lleva al "giro" de la historia. Generalmente no ocurren eventos importantes.
- Ten (転?): Giro, tema o subtema nuevo o desconocido. Este es el clímax de la historia.
- Ketsu (結?): Resultado o conclusión, también llamado el desenlace, lleva la historia a su final.

- Datos: Q865484
- Multimedia: Yonkoma / Q865484